# Усть-Сухояз
Усть-Сухоя́з (рос. Усть-Сухояз, башк. Һикеяҙтамаҡ) — присілок (у минулому кордон) у складі Караідельського району Башкортостану, Росія. Входить до складу Караярської сільської ради.
Населення — 27 осіб (2010; 38 у 2002).
Національний склад:
- башкири — 79 %